# Quasi at the Quackadero
Quasi at the Quackadero is een Amerikaanse korte animatiefilm uit 1976 gemaakt door Sally Cruikshank. De film was nummer 46 op een lijst van de beste cartoons aller tijden uit 1995 en werd in 2009 opgenomen in de National Film Registry. De film wordt tegenwoordig beschouwd als een cultfilm.

## Verhaal
Quasi, een eendachtig figuurtje uit de toekomst, gaat met tegenzin met Anita en Rollo mee naar de Quackedero, een soort kermis waar allemaal aparte futuristische apparaten staan, bijvoorbeeld een droomschilder en een theater waar je reïncarnaties kan zien. Anita en Rollo vinden Quasi's gedrag zo vervelend dat ze hem aan het einde van de film in een tijdgat laten vallen waardoor hij voor eeuwig vastzit in de prehistorie.